# Rhaphium ovsyannikovae
Rhaphium ovsyannikovae är en tvåvingeart som beskrevs av Grichanov 1995. Rhaphium ovsyannikovae ingår i släktet Rhaphium och familjen styltflugor. Inga underarter finns listade i Catalogue of Life.